# Ricchi e Poveri

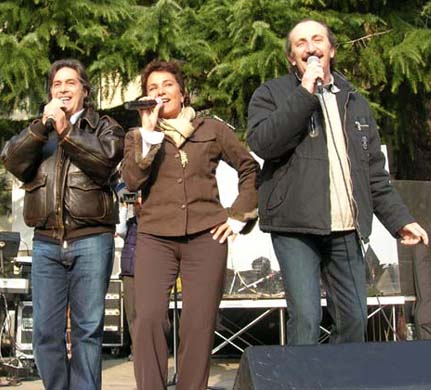
Ricchi e Poveri (2005)

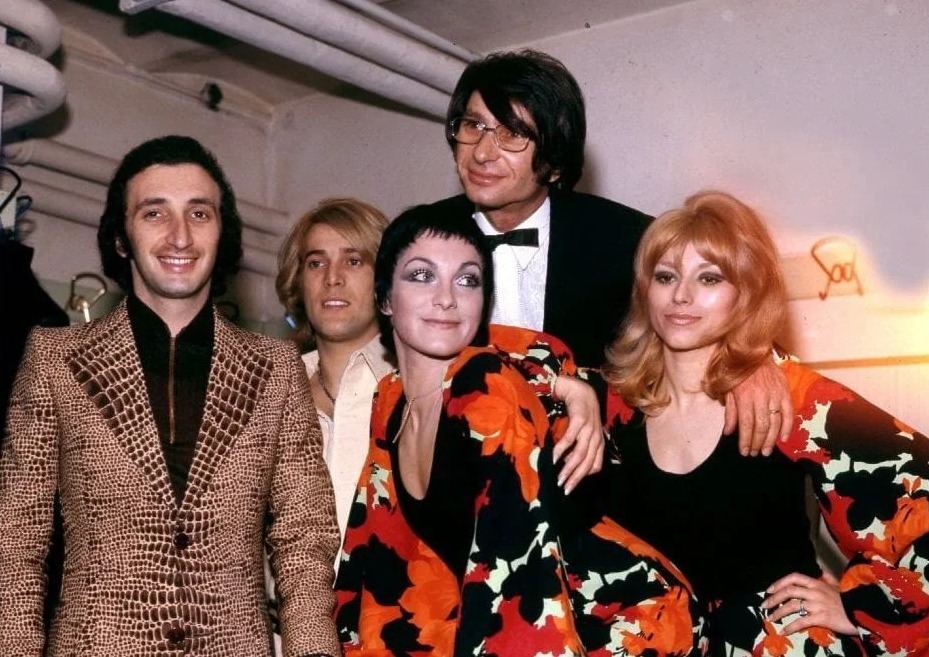
Foto de 1970

Ricchi e Poveri ([ˈrikki e ˈpɔːveri]; en español: "Ricos y Pobres") es un grupo italiano de música romántica-pop, formado en Génova en 1967.

## Trayectoria artística
Originalmente Ricchi e Poveri fueron un cuarteto, desde 1981 pasó a ser un trío tras la salida de Marina Occhiena, y desde 2016 pasó a ser un dúo tras el retiro de Franco Gatti. El 5 de febrero de 2020, tras 39 años, Marina Occhiena vuelve al grupo junto con Franco Gatti y el cuarteto se junta nuevamente en el escenario del San Remo.
Sus canciones fueron grandes éxitos en Europa (principalmente en Italia y España), y en América Latina, así como en Estados Unidos. Figuran entre los artistas italianos con mayor número de discos vendidos, con más de 22 millones de copias, son el segundo grupo italiano con mayores ventas, por detrás de I Pooh. En los años setenta y ochenta, sus singles llegaron a la cima de los rankings italianos e internacionales.
Han participado en varios festivales, como el de San Remo (donde quedaron en segundo lugar en 1971 en dueto con José Feliciano y luego vencieron en solitario en 1985 con la canción Se m'innamoro). Participaron en el Festival de Eurovisión en 1978 con el tema "Questo amore" con el cual quedaron en el décimo segundo lugar, y en el Festival Internacional de la Canción de Viña del Mar en 1984 donde fueron aclamados por el público chileno por las versiones en español de sus grandes éxitos. 
Con éxitos como "Che sarà" (Qué será), "Sarà perché ti amo" (Será porque te amo), Mamma Maria, Made in Italy, Buona Giornata (Buen día), Se m'innamoro (Si me enamoro), algunos de sus temas más conocidos han sido versionados al español por diversos cantantes latinoamericanos, incluyendo el cantante mexicano Manuel Mijares, que grabó Buona Giornata con el título de Buena fortuna o la también mexicana Thalía quien hizo una versión de "Será porque te amo".
Ricchi e Poveri han continuado con sus giras y en 2018 celebraron sus 50 años de carrera.

## Discografía

### Discografía italiana
| - 1970 - Ricchi e Poveri - Apollo Records - 1971 - Amici miei - Apollo Records - 1971 - L'altra faccia dei Ricchi e Poveri - CGD - 1974 - Penso, sorrido e canto - Fonit Cetra - 1975 - RP2 - Fonit Cetra - 1976 - Ricchi & Poveri - Fonit Cetra - 1976 - I musicanti - Fonit Cetra - 1978 - Questo amore - Fonit Cetra (participando en el Festival de Eurovisión 1978) - 1980 - La stagione dell'amore - Baby Records (último álbum como cuarteto) - 1981 - E penso a te - Baby Records (primer álbum como trío) - 1982 - I think of you - Baby Records (álbum en inglés) - 1982 - Mamma Maria - Baby Records - 1983 - Voulez vous danser - Baby Records - 1985 - Dimmi quando - Baby Records - 1987 - Pubblicità - Baby Records - 1988 - Nascerà Gesù - Cine Vox - 1990 - Buona giornata e... - EMI Italiana - 1992 - Allegro Italiano - EMI Italiana - 1994 - I più grandi successi - Pull - 1999 - Parla col cuore - Koch Records (álbum recopilatorio, con 6 canciones inéditas) - 2012 - Perdutamente amore - Azzurra Music (álbum recopilatorio, con 4 canciones inéditas) | - 1972 - Un diadema di successi - Apollo Records (grabada en cuarteto) - 1978 - Ricchi & Poveri - Fonit Cetra (grabada en cuarteto) - 1983 - Sarà perché ti amo - Baby Records - 1984 - Ieri & oggi - Baby Records (grabada en cuarteto) - 1987 - Canzoni d'amore - Baby Records - 1988 - Ricchi & Poveri '88 - Fonit Cetra - 1990 - Una domenica con te - EMI Italiana - 1994 - I grandi successi - EMI Italiana - 1999 - Friends - Brillan (álbum recopilatorio en inglés) - 2001 - I grandi successi originali - BMG / Flashback - 2003 - Ricchi & Poveri - Warner Bros (álbum recopilatorio en CD del vinilo de 1978, sin la canción Mama) - 2008 - Greatest Hits - Sony - 2011 - Le canzoni, la nostra storia - Sony - 1973 - Concierto en vivo - RCA - 2004 - Music Farm Compilation - NAR International (álbum recopilatorio con 2 versiones de Ricchi e Poveri - Con la participación de Daniele Silvestri y entrada de Claudio Baglioni - en el dueto con Loredana Berté en Sarà perché ti amo |

### Discografía española
| - 1980 - Una música - Hispavox (edición en español) - 1980 - La estación del amor - Baby Records (álbum en español) - 1982 - Me enamoro de ti - Baby Records (álbum en español) - 1983 - Mamma Maria - Baby Records (álbum en español) - 1984 - Voulez vous danser - Baby Records (álbum en español) - 1987 - Pubblicità - Baby Records (edición en español) - 1994 - Los grandes éxitos - Pull (álbum recopilatorio en español) | - 1980 - Adiós mi amor/La estation de l'amor - Baby Serdisco - 1980 - Piccolina/No, no, no - Baby Serdisco - 1981 - Serà porqué te amo/Superamor - Baby Records - 1981 - Me enamoro de ti/En la cara de Belcebú - Baby Records - 1982 - Esta noche/Cherie Cherie - Baby Records - 1982 - Piccolo amore/Porque si quiere el amor - Baby Records - 1983 - Mamma Maria/Malentendido - Baby Records - 1983 - Amar así/Venecia - Baby Records - 1983 - Voulez vous danser (¿Quieres bailar?)/Cosa sei (Qué Será) - Baby Records - 1984 - Hasta la vista/Acapulco - Baby Records - 1985 - Si me enamoro/Mami mami - Baby Records - 1994 - Besamonos - Pull - 2016 - Marikita - Sony - 2024 - Pero no toda la vida - DME/Carosello |

## Participación en el Festival de Sanremo
- 1970 - La prima cosa bella (2°)
- 1971 - Che sarà (2°)
- 1972 - Un diadema di ciliegie (11°)
- 1973 - Dolce frutto (4°)
- 1976 - Due storie di musicanti (13°)
- 1981 - Sarà perché ti amo (5°)
- 1985 - Se m'innamoro (1°)
- 1987 - Canzone d'amore (7°)
- 1988 - Nascerà Gesù (9°)
- 1989 - Chi voglio sei tu (8°)
- 1990 - Buona giornata (8°)
- 1992 - Così lontani
- 2024 - Ma non tutta la vita (21°)